# Albert Kôersner
Gustaf Albert Kôersner, född 7 augusti 1872 i Rättviks församling, Kopparbergs län, död 2 oktober 1929 i Hovförsamlingen, Stockholms stad, var en svensk jurist.

## Biografi
Kôersner avlade hovrättsexamen 1894. Han verkade som advokat i Stockholm 1898–1914. Kôersner var professor i rättskunskap vid Handelshögskolan i Stockholm 1912–1918, var hovauditör 1912–1918 och blev 1918 juris hedersdoktor vid Lunds universitet. Han biträdde upprepade gånger i statsdepartementet vid utredningar och var justitieråd 1918–1929. Koersner var den förste advokat som blev justitieråd.
Han var en ganska produktiv juridisk författare med verk som Om s.k. handelskutymer och deras fixrande (1913), Om force-majeure-klausuler i köpeavtal (1915), Om moratorium (1923, tillsammans med Nils Rabenius). Kôersner utgav även Moratorium. Lagstiftning om betalningsanstånd (5 band 1915–1923).

### Familj
Han var bror till Vilhelm Kôersner. Albert Kôersner är gravsatt på Solna kyrkogård.

## Utmärkelser
- Kommendör av första klassen av Nordstjärneorden, 6 juni 1921.[5]
- Riddare av Nordstjärneorden, 1914.[6]